# Trawers (wspinaczka)
Trawers
- Fragment drogi wspinaczkowej, która nie pnie się do góry, lecz prowadzi mniej więcej w poziomie, w poprzek zbocza, ściany czy płyty. Istnieją też drogi wspinaczkowe, które są w całości trawersami, np. trawers Zamarłej Turni.

- Wejście na szczyt, przełęcz czy inny obiekt od jednej strony, a zejście na inną stronę.

Trawersami nazywa się też w miarę łatwe odbicia od drogi wspinaczkowej, które umożliwiają szybką ewakuację ze ściany w sytuacji np. załamania się pogody. Tego rodzaju trawersy, zwane wytrawersowaniem, są zwykle umieszczone w opisach dróg w przewodnikach, a ich znajomość jest bardzo przydatna.
Trawers stanowiący część drogi może być jednym z jej trudniejszych i bardziej niebezpiecznych fragmentów. Ze względu na to, że w trakcie pokonywania trawersu lina asekuracyjna przechodzi przez punkty asekuracyjne poziomo, w razie odpadnięcia od ściany można wykonać wahadło (a nie lot pionowy) – wówczas lina w mniejszym stopniu amortyzuje
energię upadku, zaś szybki ruch poziomy w sąsiedztwie skały zwiększa ryzyko urazu.
W odróżnieniu od pionowych fragmentów drogi wspinaczkowej, trawers może być niebezpieczny nie tylko dla wspinacza prowadzącego, ale też dla drugiego – likwidując kolejne punkty asekuracyjne jest on również narażony na wahadło w razie odpadnięcia. Prowadzący trawers musi zatem pamiętać, że osadzane przeloty służą również zabezpieczeniu drugiego – w szczególności, pierwszy powinien osadzać przeloty nie tylko przed trudniejszymi miejscami trawersu, ale również bezpośrednio za nimi.